# Te Taho
Te Taho  est une localité de la région de la West Coast, située dans l’Île du Sud de la Nouvelle-Zélande.

## Situation
C’est une petite communauté agricole de onze maisons. Elle est localisée entre la rive nord de la rivière  Whataroa et les pentes du Mt Hercules.
Elle siège un peu à l’intérieur de la côte.

## Accès
La route nationale 6 passe à travers le village de ‘Te Taho’ sur son chemin pour aller de la ville de Hari Hari à celle de Whataroa.

## Installations
‘Te Taho’ comporte une maternité hospitalière et plusieurs écoles.